# Ruellia morongii
Ruellia morongii là một loài thực vật có hoa trong họ Ô rô. Loài này được Britton miêu tả khoa học đầu tiên năm 1893.